# Sophie Scheder
Sophie Celina Scheder (Wolfsburgo, Alemania, 7 de enero de 1997) es una gimnasta artística alemana. En los Juegos Olímpicos de Río de Janeiro 2016, obtuvo la medalla de bronce en la competición de barras asimétricas.

## Carrera
Scheder participó en el Campeonato Mundial de Gimnasia Artística de 2013, donde finalizó en el quinto lugar de las barras asimétricas. Inicio la temporada de 2014 con un séptimo lugar en la American Cup. Pocas semanas después, ganó el título en barras asimétricas del Cottbus Challenge Cup, con 14.925 puntos. En el Campeonato Europeo de ese año, alcanzó el quinto lugar en las barras, con 14.733 puntos y, en el Mundial, una caída en ese aparato, durante la clasificación, le impidió participar en la final.
En la São Paulo Challenge Cup de 2015, Scheder ganó dos medallas, una plata en las barras asimétricas y un bronce en la viga de equilibrio. Más tarde, formó parte del equipo alemán que participó en gimnasia de los Juegos Europeos de Bakú, junto a Elisabeth Seitz y Leah Griesser. En esa ocasión, finalizó en el cuarto lugar del individual, con un puntaje total de 54.932 puntos, segundo en barras, con 15.200 puntos, y segundo con su equipo. En octubre, en el Campeonato Mundial, ocupó, junto a Seitz, Griesser, Pauline Schäfer, Pauline Tratz y Lisa Katharina Hill, el duodécimo lugar en la final por equipos. Individualmente, acabó en el octavo lugar de la final de barras asimétricas, con 14.600 puntos.
Participó en la Copa Mundial DTB-Pokal Stuttgart de 2016, donde finalizó en primer lugar, con 57.032 puntos. Poco después, en los Juegos Olímpicos de Río de Janeiro 2016, alcanzó el sexto lugar junto a su equipo y el 23° en el concurso completo individual. En las barras asimétricas, con 15.566 puntos, logró el tercer lugar, por detrás de la estadounidense Madison Kocian y la rusa Aliyá Mustáfina.